# ポール・クローデル

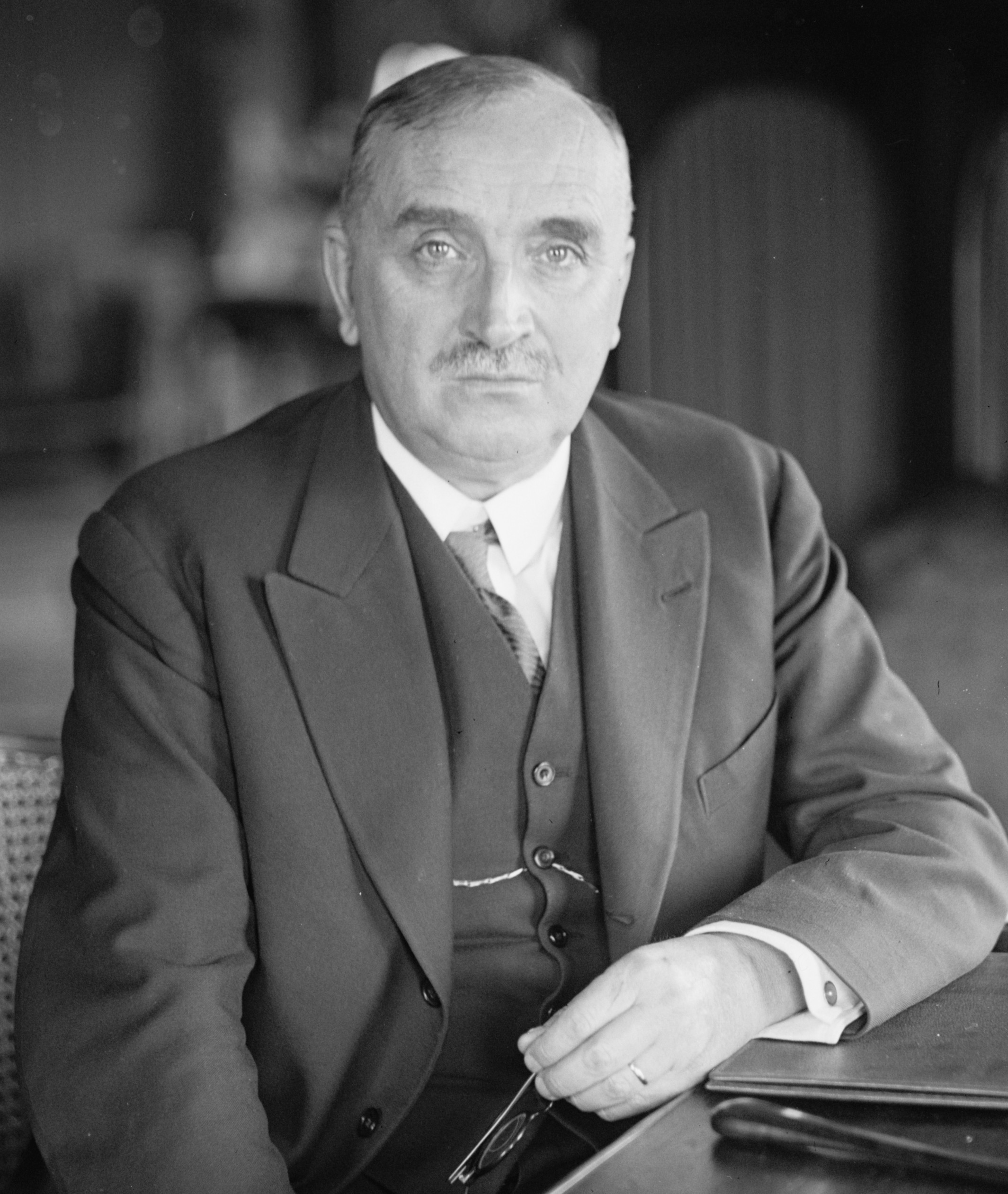
外交官時代（1927年）のポール・クローデル

ポール・クローデル（フランス語: Paul Claudel, 発音: [pɔl klɔdɛl], 1868年8月6日 - 1955年2月23日）は、フランスの劇作家、詩人、外交官。外交官としては駐日・駐米フランス大使などを歴任。日本では「詩人大使」と呼ばれた。カトリック信仰に根ざした諸作品で「20世紀前半におけるフランス文学の最も重要な存在の一人」と評される。作品は、戯曲『マリアへのお告げ』、詩集『五大頌歌』など。彫刻家カミーユ・クローデルは姉である。

## 生涯
1868年、北フランス、エーヌ県のヴィルヌーヴ＝シュル＝フェール村で、父ルイ・母ルイーズの4人の子の末子に生まれた。収税官の父の転勤で幼時を転々としたのち、1881年、パリのルイ大王高等中学校に学んだ。1884年、バカロレアに合格して哲学級へ進級し、級友のロマン・ロランとコンサートへ通い、また、文学に親しんだ。1885年、パリ大学法学部へ進んだ。
1886年、ランボーの『イリュミナシオン』と『地獄の季節』を読んだ。カトリシズムに回心し、また、1887年からマラルメの「火曜会」に出席するようになった。詩作し、戯曲を書いた。1890年、外交官試験に首席で合格し、本省商務部の専門職員となった。
1935年に退官するまでの、外交官としての経歴は次のとおりであった。在任中も、文筆を怠らなかった。
- 1890年2月、『フランス』外務省商務部
- 1893年3月 - 1893年12月：『アメリカ』。ニューヨーク副領事、ボストン領事事務扱い
- 1895年7月 - 1909年8月：『清国』。上海領事館、福州副領事館事務扱い、漢口副領事館事務代理、福州領事、北京公使館一等書記官、天津領事館事務取扱い、天津領事
- 1909年12月 - 1911年9月：『オーストリア＝ハンガリー』。プラハ領事、総領事
- 1911年9月 - 1914年8月：『ドイツ』。フランクフルト総領事、ハンブルク総領事
- 1914年8月 - 1915年10月（第一次世界大戦期）：『フランス』。外務省
- 1915年10月 - 1916年7月：『イタリア』。経済特使としてローマ
- 1917年1月 - 1918年12月：『ブラジル』。リオ・デ・ジャネイロ二等全権公使
- 1919年7月 - 1921年3月：『デンマーク』。コペンハーゲン一等全権大使
- 1921年(大正10年）11月19日 - 1927年（昭和2年）2月17日：『日本』。駐日フランス大使（1925年1月 - 1926年2月は休暇で帰国）
- 1927年3月 - 1933年4月：『アメリカ』。駐米フランス大使、ワシントンD.C.
- 1934年5月 - 1935年6月：『ベルギー』。駐ベルギー・フランス大使、ブリュッセル

1890年、パリのノートルダム寺院で聖体拝領に与った。彫刻家オーギュスト・ロダンの愛人であった姉に経済援助をしていたが、姉がロダンと別れて発狂して以降は上海勤務となり、姉に会う回数が激減したとされる。1898年、上海勤務の休暇に、約1ヶ月日本を観光した。
1900年、一時帰国し、アンドレ・ジッドと交際し始めた。聖職者を志し、ソレーム修道院（Solesmes Abbey）とリギュジェの聖マルティン修道院（Abbaye Saint-Martin de Ligugé）に籠もったが挫折した。福州へ帰任の途次、船上でポーランド系ベルギー人のロザリー・ヴェッチ夫人（Rosalie Vetch、旧姓Rosalie Ścibor-Rylska、ベルギー人実業家の夫人）を知り、のちに福州で二人が愛を深め、1905年、彼女は一女をなした（Louise Vetch、ベルギー生まれ、クローデルの実子）。この恋愛関係から、のちの戯曲『真昼に分かつ』、『繻子の靴』が生まれた。
一時帰国中の1906年、レーヌ・サント＝マリー＝ペラン（Reine Sainte-Marie-Perrin）と結婚した。5人の子をもうけた。
1917年、ブラジルへの赴任に、ダリウス・ミヨーを秘書として伴った。バレエ・リュスの旅興行を観て、トップ・ダンサーのヴァーツラフ・ニジンスキーと交渉を持ち、ミヨー作曲のバレエ『男と欲情』の台本を書いた。
1921年、駐日フランス大使となり、フランス領インドシナを経て、11月横浜に着き、1927年2月まで在日した。（次項参照）
1927年、イゼール県モレステル（Morestel）のブラング城（Château de Brangues）を求め、そことパリとに住まった。1928年、コロンビア大学名誉法学博士号を受けた。
1934年、バレリーナ、イダ・ルビンシュタインへの作品をミヨーから頼まれ、『火刑台上のジャンヌ・ダルク』を書いた。1935年、アカデミー・フランセーズ会員選挙に敗れた。6月、外交官を退官した。
1936年、心臓を病んだ。1939年、ローマ教皇ピウス12世の即位式の、フランス政府代表となった。同年、ケンブリッジ大学の名誉博士号を受けた。幼馴染みのロマン・ロランとの交友が復活した。
1940年、ドイツ占領軍に監視され、著書『接触と環境』が出版後ただちに、廃棄処分にされた。1941年、ナチスのユダヤ人迫害に抗議した。1942年、アカデミー・フランセーズからの入会勧誘を、その対独汚染のゆえに拒否した。ジャン＝ルイ・バローと『繻子の靴』上演を議し、1943年、短縮した上演台本を書き、11月25日からコメディ・フランセーズで上演した。以降、バローに頼られた。
1944年、解放後、ド・ゴールと交わった。1946年、フランソワ・モーリアックの呼びかけとドゴールの後押しを受け、アカデミー・フランセーズ会員となった。
1947年、心臓発作を起こした。1948年、ド・ゴールの依頼により、国家評議会の会員となった。
1951年10月17日、レジョン・ドヌール大十字勲章を受けた。ロザリー・ヴェッチ夫人が没した。募る衰弱のなかで、執筆・旅行・演劇などの活動を続けた。
1955年2月23日、パリの自宅で没、86歳。その4日前まで「マリアへのお告げ」のコメディ・フランセーズ上演に関わった。2月28日、パリのノートルダム寺院で国葬が執り行われ、同年9月4日、ブラング城の一角に埋葬された。
その後も、著作・著作集の出版が続けられた。
物故直後の1955年7月、演出家ジャン・ヴィラール（Jean Vilar）によるアヴィニョン演劇祭で、「都市」第2稿が初演された。遺作の上演は、なお、続いている。その中には、1987年のアヴィニョン演劇祭における、アントワーヌ・ヴィテーズ（Antoine Vitez）演出の、「繻子の靴」完全版の初演、という話題もあった。
毎年の夏、ブラング城で、ポール・クローデル協会による、故人を偲ぶ催しが開かれている。

## 駐日大使時代

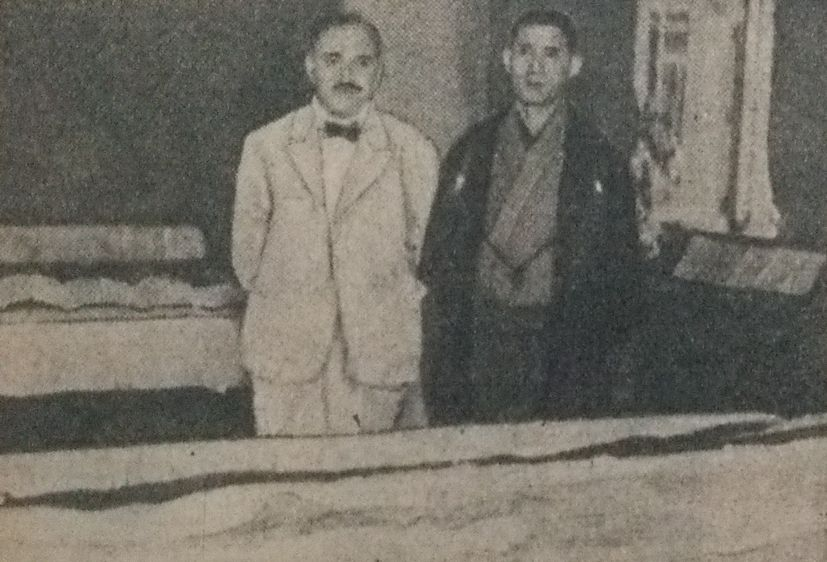
1921年のクローデルと冨田溪仙

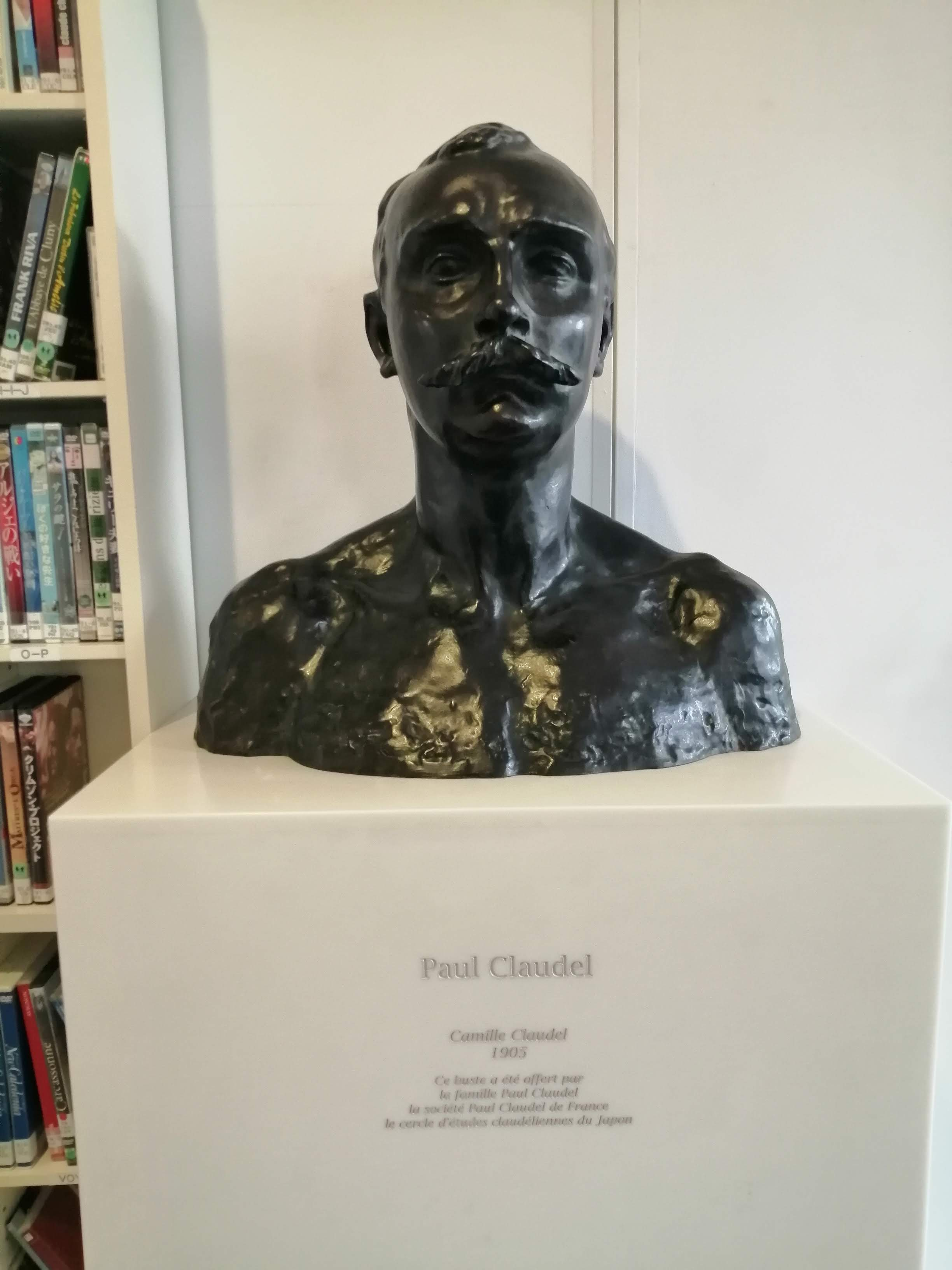
ポール・クローデルの胸像。姉のカミーユ・クローデル作。関西日仏学館

クローデルが駐日大使を務めた1921年から1927年の時代は日仏間に相い争う案件は少なかった。東アジアの利権拡大に協力する英米から孤立してゆく日本に同情的で、日本の対中国の、フランスの対インドシナの権益拡大を、認め合おうとする姿勢であった。ワシントン会議で主力軍艦を制限された日本は航空戦力を増強するだろうと、フランスの飛行機の売り込みをはかる国際的商才もあった。
姉カミーユのジャポニスムの感化で日本美術を好いていたクローデルは、公務の合間に日本各地を積極的に見聞し、東京・京都・大阪・福岡では、学生を相手に講演した。
『春庭花』『納曽利』などの舞楽、文楽、『仮名手本忠臣蔵』『石切梶原』などの歌舞伎、『道成寺』『翁』『角田川』『砧』などの能を観劇した。大徳寺・大覚寺・龍安寺・長谷寺・二条城・三千院・名古屋城などを巡り、狩野派の襖絵を鑑賞した。画家の冨田溪仙・山元春挙・竹内栖鳳、歌舞伎役者の五代目中村福助、長唄の四世杵屋佐吉らと親しくした。
雑誌改造へ2度、新潮へ1度、仏文の記事を日本語訳付きで寄稿した。日本の書店から、仏文の詩集『聖女ジュヌヴィエーヴ』、富田渓仙画の詩画集『四風帖』、その第2版の『雉橋集』、第3版の『百扇帖』、を出版した。舞踊詩劇『女と影』を書き、それは帝国劇場で、七代目松本幸四郎、五代目中村福助らによって上演された。
関東大震災に罹災しながら、救助活動を指揮し、病院と託児所とを仮設した。また彼は、配給の行列に並び自分の順番が来るのをじっと待ち続ける、その整然とした姿の人々を目にした驚きを手記にこう書いている。
1924年（大正13年）3月7日、渋沢栄一と協力して日仏会館を発足させた。1925年、大作「繻子の靴」を書きあげた。1926年、稲畑勝太郎とともに関西日仏学館（のちアンスティチュ・フランセ日本・京都）の設立を推進したが、開館した1927年10月22日は、駐米大使としてアメリカに向かう船上であった。
アンリ・モンドールによると、後年の1943年11月23日に開かれたある公爵夫人の夜会にて、クローデルは日本人について次のように語ったとされる。

## 主な著作
訳書を原著の下に記す。

### 戯曲
- 黄金の頭（Tête d'or）：初稿1890年刊、二稿1901年刊-1924年初演（芸術と行動グループ（Groupe Art et Action））、1959年上演（コメディ・フランセーズ、ジャン＝ルイ・バロー演出）
- 都市（La Ville）：初稿1893年刊、二稿1901年刊-1955年初演（アヴィニョン演劇祭、ジャン・ヴィラール演出）
- 乙女ヴィオレーヌ（La Jeune Fille Violaine）：初稿1892年刊、二稿1901年刊、-1959初演
- 交換（L'Échange）：初稿1901年刊- 1914年初演（ヴィユ・コロンビエ劇場、ジャック・コポー演出）、二稿1951年作、同年初演（ルノー＝バロー劇団、マリニー座、バロー演出）-1954年刊
- 七日目の休日（Le Repos du septième jour）：1901年刊、1928年ワルシャワ初演、1965年フランス初演
- 真昼に分かつ（Partage de midi）：1906年刊-1921年初演（芸術と行動グループ）、台本初稿1948年-同年初演（ルノー＝バロー劇団、マリニー座、バロー演出）、1949年台本二稿- 1961年初演（オデオン座フランス劇場）
  - 鈴木力衛・渡辺守章訳、「筑摩世界文学大系56 （1976）（ISBN 4480206566）」中の一篇
- 人質（L'Otage）：1911年刊-1914年初演（「制作座」（Théâtre de l'Œuvre）、リュニェ＝ポー（Lugne Poe）演出）
  - 渡辺守章訳、「白水社 現代世界演劇4（1971）」の中の一篇
- 堅いパン（Le Pain dur）：1918年刊-1925年ドイツ初演-1949年フランス初演（バルザック座、リュニェ・ポー演出、ピエール・ルノワール主演）
- マリアへのお告げ（L'Annonce faite à Marie）（「乙女ヴィオレーヌ」の改作）：初稿1912年刊-同年初演（「制作座」、マラコフ劇場、リュニェ＝ポー演出）、二稿1940年刊- リヨンで上演、三稿1948刊-同年初演（エベルト座）
  - 木村太郎訳、甲鳥書林 現代カトリック文芸叢書（1943）／鈴木力衛・山本功訳、「筑摩世界文学大系56 （1976）（ISBN 4480206566）」中の一篇
- アガメムノン（アイスキュロスのオレステイア三部作の翻訳）（ミヨー作曲）：1896年刊-1963年初演
- 供養する女たち（Les Choéphores d'Escyle）（同上）（同上）：1920年刊-1935年初演（ブリュッセル、イダ・ルビンシュタイン主演）
- 慈しみの女神たち（Les Euménides d'Escyle）（同上）（同上）：1920年刊-1963年ベルリン初演
  - アイスキュロスの「オレステイア」、渡辺守章訳、「筑摩世界文学大系4（2000）ISBN 4480206043」中の一篇
- 辱しめられた神父（Le Père humilié）：1920年刊-1928年ドイツ初演）、1945年改訂版刊-1946年初演（シャンゼリゼ劇場、ジャン・ヴァルクール演出）
- プロテウス（Protée）（ミヨー作曲）：1914年刊、二稿1926年刊-1929年オランダ初演-1937年フランス初演（アンフィヨン劇団）
- 1914年のクリスマスの夜（La Nuit de Noël 1914）：1915年刊-1917年初演
- 熊と月（L'Ours et la Lune）（人形劇）（ミヨー作曲）：1919年刊-1948年アルジェリア初演-1951年フランス初演（セルジュ・リジエ劇団）
- 男とその欲望（L'Homme et son Désir）（ミヨー作曲）：1917年刊-1921年初演（スウェーデン・バレエ、シャンゼリゼ劇場、ボーリン（Jean Börlin）振付）
- 女と影（La Femme et son Ombre）（杵屋佐吉作曲）：初稿1922年、二稿1923年-同年初演（帝国劇場）（「朝日の中の黒い鳥」に収録）、1948年パリ初演（ローラン・プティのバレエ団、マリニー座）
  - 女とその影、長谷川善雄訳、「講談社 日本現代文学全集15（1969）」中の一篇
- 繻子の靴（Le Soulier de satin）：(1925年-1929年)刊、上演台本1943年作-同年初演（コメディ・フランセーズ、ジャン＝ルイ・バロー演出、オネゲル作曲）-1944年刊、1987年完全版初演（アントワーヌ・ヴィテーズ演出、アヴィニョン演劇祭）
  - 中村真一郎訳、人文書院（1968）／渡辺守章訳、岩波文庫（上・下、2006）
- クリストファ・コロンブスの書物（Le Livre de Christophe Colomb）（マックス・ラインハルトの依頼）（ミヨー作曲）：1929年刊-1930年ベルリン国立歌劇場初演、1953年上演（ボルドー市立劇場）（パリ、ルノー＝バロー劇団）
  - 鈴木力衛・山本功訳、「筑摩世界文学大系56 （1976）（ISBN 4480206566）」中の一篇
- ロアール＝エ＝シェール県での会話（Conversations dans le Loir-et-Cher）：1935年刊-1973年パリで上演
- 火刑台上のジャンヌ・ダルク（Jeanne d'Arc au bûcher）（オネゲル作曲）：1939年刊-同年初演（オルレアン市立劇場、イダ・ルビンシュタイン主演）
- 知恵の司、または饗宴の寓話（La Sagesse ou la Parabole du destin）（「能」の翻案）（ミヨー作曲）：1926年刊-1950年イタリア初演-1969年パリ上演
- トビーとサラの物語（L'Histoire de Tobie et de Sara）初稿1942年刊、二稿1953年刊-同年チューリッヒ初演（独語版）-1967年上演（アヴィニョン演劇祭（ヴィラール演出））
- 『クローデル小喜劇集』ティエリ・マレ編、石井咲・岡村正太郎ほか全7名訳・解説、水声社（2020）

### 詩
- 嫡流の詩（Vers d'Exil）：1905年刊
  - 渡辺守章訳、「筑摩世界文学大系56 （1976）（ISBN 4480206566）」中の一篇
- 詩神讃歌（Ode : Les Muses）：1905年刊
  - 渡辺守章訳、「筑摩世界文学大系56 （1976）（ISBN 4480206566）」中の一篇
- 東方所観（Connaissance de l'Est）：初版1900年刊、改訂版1907年刊、増補版1952年刊
  - （抄）、山内義雄訳、「筑摩世界文学大系56 （1976）（ISBN 4480206566）」中の一篇
- 五大讃歌 付 新世紀を祝ぐ行列歌（Cinq Grandes Odes, suivies d'un Processionnal pour saluer le Siécle nouveau）：1910年刊
  - 五つの大讃歌、長谷川善雄訳、石井柏亭挿画、立命館出版部（1937）
  - 第4讃歌 聖寵であるミューズ（La Muse qui est la Grâce）、渡辺守章訳、「筑摩世界文学大系56 （1976）（ISBN 4480206566）」中の一篇
- 三声による頌歌（La Cantate à trois voix）：1913年刊
  - 三つの声、長谷川善雄訳、立命館出版部（1935）
- 彼方のミサ（付）時の奉献（La Messe là-bas, L'offande du Temps）：1919年刊
- 戦争詩歌（Poèmes de guerre）：1922年刊
- 聖女ジュヌヴィエーヴ（Sainte Geneviève）：新潮社刊、富田渓仙画
  - 1000部限定の特装版。12部限定で蒔絵を施した豪華版があり、日本の皇室と当時のフランス大統領に2部づつ進呈された[9]。
- 聖者詩符（Feuilles de Saints）：1925年刊
  - 江戸城内濠に寄せて、山内義雄訳、「講談社 日本現代文学全集15（1969）」の中の一篇（「聖者詩符」所載「聖女ジュヌヴィエーヴの裏を飾る詩-宮城内堀十二景」（Poèmes au verso de Sainte Geneviève））
- 四風帖（Souffle des quatre souffles）（俳諧的詩集）：1926年刊、山濤書院、富田渓仙画
- 雉橋集（Poèmes du Pont-des-Faisans）（俳諧的詩集）：1926年刊、山濤書院、富田渓仙画
- 百扇帖（Cent phrases pour éventails）（俳諧的詩集）：1927年刊、メゾン小柴、富田渓仙画、有島生馬書／1942年フランス版刊
  - 「百扇帖」日本語訳（全文） マブソン青眼訳『詩としての俳諧、俳諧としての詩 ― 一茶・クローデル・国際ハイク』、永田書房(2005)
- 都々逸（Dodoitsu）：1945年刊
  - 「日本短詩集 Dodoitzu」日本語訳 マブソン青眼訳『詩としての俳諧、俳諧としての詩 ― 一茶・クローデル・国際ハイク』、永田書房(2005)

### 評論・紀行
- 詩法（Art poétique; Développement de l'Eglise）：1907年刊
  - 齋藤磯雄訳、「筑摩世界文学大系56 （1976）」中の一篇、（ISBN 4480206566）
- アルチュウル・ランボオ著作集の序文（Préface aux Œuvres D'Arthur Rimbaud）：1912年作
  - 渡辺（渡邊）守章訳、「筑摩世界文学大系48（1974）」中の一篇、（ISBN 4480206485）
- 立場と提言 Ⅰ（Positions et propositions, tome I）（詩論・作家論）：1928年刊
巻中の「フランス詩に関する省察と提言（Réflextions et Propositions sur le vers français（1925））」
  - 渡辺守章訳、筑摩書房「世界批評大系3」に収録の一篇（1975）
  - 「書物の哲学」三嶋睦子訳、法政大学出版局（1983）、ISBN 9784588020988
- 朝日の中の黒い鳥（L'Oiseau noir dans le soleil levant）（日本印象記）：1927年刊（藤田嗣治画）、普及版1929年、（著者表記「クロイトリ」≒「クローデル」）
  - 内藤高訳、講談社学術文庫（1988）、ISBN 4061588508
  - 樋口裕一訳「天皇国見聞記」 新人物往来社（1989）、ISBN 4404016239
- オランダ絵画序説（L'Introduction à la peinture hollandaise）：1935年刊
  - 「闇を熔かして訪れる影 オランダ絵画序説」 渡辺守章訳、朝日出版社（1980）、ISBN 9784255800462
- 立場と提言Ⅱ（Positions et propositions, tome II）（詩論・作家論）：1934年刊
- 形象と寓話（Figures et paraboles）：1936年刊
  - 「前兆と寓話」 長谷川善雄訳、立命館出版部（1939）
- 接触と環境（Contacts et circonstances）：1940年刊（ドイツ軍により廃棄処分）、1947年刊
- 眼は聴く（L'Œil écoute）（絵画論）：1946年刊
  - 山崎庸一郎訳、みすず書房（1995） 、ISBN 4622044110
- ポール・クローデル「雅歌」に問う（聖書注解）：1948年刊
- エンマウス（Emmaüs）（聖書注解）：1949年刊
- イザヤ福音書（L'Évangile d'Isaïe）（聖書注解）：1951年刊
- ポール・クローデル「黙示録」に問う（聖書注解）：1952年刊
- 青龍の徴の下で（Sous le signe du dragon）（中国論）：1948年刊

### 往復書簡集
- ジャック・リヴィエールとの往復書簡：1926年刊
  - 信仰への苦悶、木村太郎訳、甲鳥書林（1942）／ヴェリタス書院「現代カトリック文芸叢書」（1957）／平凡社「世界教養選集9」（1962）の一篇
  - 文学と信仰のはざまで－クローデルとの往復書簡 1907-1914、山崎庸一郎・中条忍訳、「選集3」彌生書房（1982）
- アンドレ・ジイドとの往復書簡(1899-1926)：1949年刊
  - 愛と信仰について、河上徹太郎（クローデル分）・吉田健一（ジイド分）共訳、ダヴィッド社（1954）
- アンドレ・シュアレス（André Suarès）との往復書簡(1904-1938)：1951年刊
- ガブリエル・フリゾー（Gabriel Frizeau）およびフランシス・ジャム（Francis Jammes）との往復書簡(1897-1938)：1952年刊
- ※他に、ダリウス・ミヨー、リュニェ＝ポー（Lugné-Poë）、ジャック・コポー、シャルル・デュラン、ルイ・ジューヴェ、ジャン＝ルイ・バロー、ガストン・ガリマール、ロマン・ロランらの往復書簡集が、没後に公開されている。

### その他
- 外交書簡集 東京（1921-1927年）
Correspondance diplomatique, Tokyo 1921-1927. Gallimard, 1995.
  - 孤独な帝国 日本の一九二〇年代－ポール・クローデル外交書簡 一九二一－二七（奈良道子訳[10]、草思社、1999 / 草思社文庫（平川祐弘解説）、2018） ISBN 4794223307
- 外交書簡集 アメリカ（1927-1932年）
La crise：Correspondance diplomatique, Amérique 1927-1932. Métailié, 1993.
  - 大恐慌のアメリカ ポール・クローデル外交書簡 1927-1932（宇京頼三訳、叢書・ウニベルシタス：法政大学出版局、2010）ISBN 4588009516
- 1904年--1955年の日記・2巻（Journal TOMEⅠ 1904-1931 / TOMEⅡ 1931-1955）

1968-69年刊：ガリマール出版社（Éditions Gallimard）

## 日本の上演記録
- 火刑台上のジャンヌ・ダルク、草笛光子（ジャンヌ・ダルク）他、日比谷公会堂（1959年11月3/5/7/9日）日本初演
- クリストファ・コロンブスの書物、ルノー／バロー劇団、産経ホール（1960年5月4日）
- 男と欲情、スターダンサーズ・バレエ団、東京厚生年金会館大ホール（1968年11月30日）
- バレアル諸島の風の下で、ルノー／バロー劇団、国立劇場（1977年5月17日）
- 繻子の靴、ルノー／バロー劇団、国立劇場（1977年5月17日）
- 真昼に分かつ、演劇集団円、Parcoスペースパート3（1988年10月5日）、ピッコロシアター（1988年10月14日）、府中けやきホール（1988年10月17日）
- 女と影、楽劇コースケ事務所、日枝神社（1986年8月5日）
- 火刑台上のジャンヌ・ダルク、日生劇場、日生劇場（1996年11月3日）
- 火刑台上のジャンヌ・ダルク、グリーン・エコー、愛知県芸術劇場大ホール（1997年11月30日）
- クリストファ・コロンブスの書物、かながわ舞台芸術工房［アスク］、相鉄本多劇場（2001年11月10日）